# Maruina boulderina
Maruina boulderina és una espècie d'insecte dípter pertanyent a la família dels psicòdids que es troba a Nord-amèrica: Colorado.